# Udorskij rajon
L'Udorskij rajon (in russo Удорский район?; in lingua komi: Удора район) è un rajon (distretto) della Repubblica dei Komi, nella Russia settentrionale. Il capoluogo è il villaggio di Koslan.